# NGC 4665
NGC 4665は、おとめ座の方角にある棒レンズ状銀河または棒渦巻銀河である。カタログには、NGC 4624、NGC 4664としても収録されている。おとめ座超銀河団の南端から伸びる一連の銀河及び銀河団から構成されるおとめ座II銀河群を構成する銀河の1つである。地球から約60百万光年の距離にあり、その視直径から、差し渡し約75000光年と考えられる。おとめ座デルタ星の東南東2と3/4度、おとめ座35番星の南西50分に位置する。倍率23倍の中型の望遠鏡を用いると、11等星の恒星から南西に1.5分離れた対となって見える。ハーシェル400カタログに収録されている。

## 観測史
ウィリアム・ハーシェルにより、1784年2月23日に発見されたが、彼は、実際の銀河の位置から10分離れた何の天体もない位置を記録していた。1786年4月30日には、ウィリアム・ハーシェルにより再度観測され、正しい座標が記録されたが、彼はそれを別の星雲と誤同定した。これらが同じ天体であることは、1912年にジョン・ドライヤーがニュージェネラルカタログの訂正版で指摘している。1828年4月9日には、独立してジョン・ハーシェルも記録している。

## 物理的性質
NGC 4665は明るくやや楕円形の銀河バルジと表面輝度の高い顕著な棒状構造を持つ。棒状構造の端では、等輝度線はほぼ四角形に見える。棒状構造の長さは、3キロパーセク近いと推定されている。棒状構造は若干捩れており、軸に沿って12°近く回転している。両端から希薄で暗い2本の渦状腕が伸び、擬似環を形成している。渦状腕の表面輝度は、棒状構造の近くで高くなる。南側の腕はやや強いように見える。銀河の東側にはアーチ構造があり、これは塵の外環の一部である可能性がある。外形の等輝度線は楕円形である。分子雲の合計質量は、107.3太陽質量より小さい。
NGC 4665は、NGC 4457、NGC 4586、NGC 4587、NGC 4600、NGC 4636、NGC 4688とともにNGC 4636銀河群に属している。これらの銀河は、NGC 4753及びM61等とともに、おとめ座銀河団の南の境界を形成している。特におとめ座銀河団の南端付近では、異なる距離にある銀河が混在しており、どの銀河がどの銀河団に属しているのかを判別するのは難しい場合がある。